# Tianzhou (véhicule spatial)

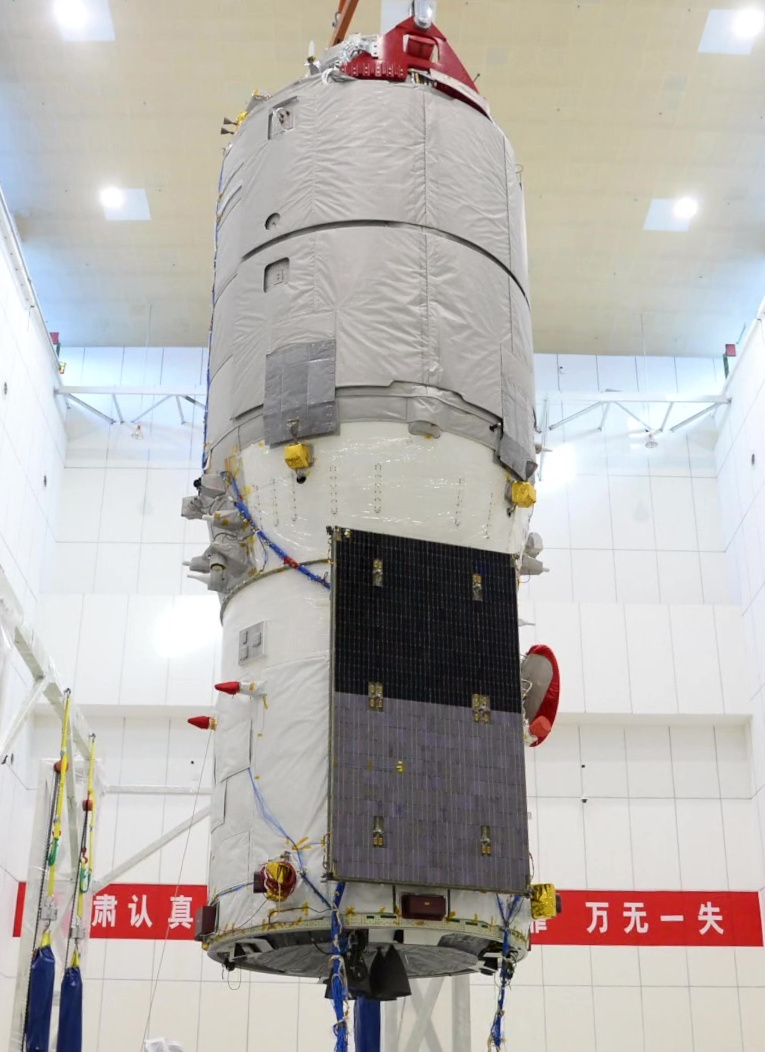
Un cargo spatial Tianzhou peu avant son lancement.

Tianzhou (chinois : 天舟 ; litt. « vaisseau céleste ») est un vaisseau cargo spatial développé par la Chine pour ravitailler ses stations spatiales. Le vaisseau d'une masse à sec d'environ 13 t est capable d'emporter environ 6,5 t de fret et est lancé par le lanceur Longue Marche 7. Il peut s'amarrer de manière automatique. Il a effectué une première démonstration en vol en avril 2017 en s'amarrant à la station Tiangong 2.

## Historique
Le développement du vaisseau Tianzhou débute en juillet 2012. Il doit permettre le ravitaillement de la station spatiale et le transport de carburant pour sa propulsion. Il doit également récupérer les déchets produits au cours des séjours dans la station qui seront détruits avec le vaisseau cargo lors de sa rentrée dans l'atmosphère. 

## Caractéristiques techniques
De manière classique, le cargo spatial Tianzhou comprend deux sous-ensembles : le module de service dans lequel se trouve la propulsion, le système d'énergie et les différents équipements nécessaires au fonctionnement du vaisseau, et le module orbital contenant le fret.

### Module de service
Le module de service est similaire au module de service de la station spatiale Tiangong 1 avec quelques modifications : un nombre plus important de réservoirs d'ergols, et un système de propulsion plus puissant (poussée multipliée par une facteur de 1,6). Le module est long de 3,3 mètres et a un diamètre de 2,8 mètres. La propulsion principale utilisée pour les manœuvres orbitales est constituée de 4 moteurs-fusées d'une poussée unitaire de 490 newtons qui utilisent des ergols hypergoliques (hydrazine et peroxyde d'azote). Trois panneaux solaires déployés en orbite et constitués de cellules solaires triple jonction à base d'arséniure de gallium ont une puissance électrique de 4,5 kW et fournissent en moyenne 1,9 kW.

### Module cargo
Le module cargo a une longueur de 5 mètres et dispose dans sa version de base d'une soute pressurisée pour transporter le fret dont le volume est de 15 m3. Ce module dispose à l'extérieur de radiateurs qui permettent de dissiper jusqu'à 2 kW de chaleur. Ce système de régulation thermique est utilisé pour le module cargo mais également pour le module de service grâce à un réseau de caloducs. La partie avant est équipée d'une écoutille de type APAS qui permet également d'établir des liaisons électriques ainsi que 4 canalisations utilisées pour le transfert des fluides (oxygène, eau, ergols) dans les réservoirs de la station spatiale.

### Versions
Trois versions du vaisseau cargo sont prévues :
- La version de base, qui est la première à voler, peut emporter 6,5 tonnes de fret dans sa soute pressurisée.
- Une version semi-pressurisée comportant un module pressurisé de plus petite taille et une soute non pressurisée (exposée à l'espace) similaire à celle du vaisseau HTV japonais.
- Enfin la troisième version n'emporte que du fret stocké dans une soute non pressurisée de 4x3 mètres dont la masse maximale est d'environ 5 tonnes.

Il est prévu que le fret non pressurisé soit transféré vers la station spatiale chinoise à l'aide d'un bras télécommandé depuis cette station.

## Missions

### Mission inaugurale versTiangong-2(avril 2017)
La première mission du cargo spatial  débute le 20 avril 2017. Le vaisseau, dont la masse au lancement est de 12 910 kg, est placé en orbite par le lanceur Longue Marche 7 tiré depuis la base de lancement de Wenchang dont c'est le deuxième vol. Au cours des deux jours suivants, le vaisseau effectue plusieurs manœuvres orbitales pour élever son orbite et se rapprocher de la station spatiale Tiangong-2 placée en orbite en septembre 2016. Le vaisseau effectue une manœuvre de rendez-vous et s'amarre de manière complètement automatique dès la première tentative le 22 avril à 4 h16 UTC.

### Mission Tianzhou-2 versTianhe(mai 2021)
Après son décollage de la base de lancement de Wenchang sur une Longue Marche 7, le 29 mai 2021 à 12:55 UTC , le vaisseau cargo a réussi son amarrage automatique au port arrière du module Tianhe à 21:01 UTC.
Dans un module pressurisé, il contient 4,69 t de fret, dont des denrées alimentaires pour trois mois, des combinaisons spatiales pour EVA, mais doit aussi transférer à la station 1,95 t de carburant, le tout en prévision de l'arrivée de la mission habitée Shenzhou 12 en juin.